# Alonso Capetillo
Gral. Alonso Capetillo (1890-1927) fue un militar mexicano que participó en la Revolución mexicana. Nació en el puerto de Veracruz, Veracruz, en 1890. Participó en la lucha al lado de los constitucionalistas. En 1920 se trasladó de la Ciudad de México y se afilió al Partido Nacional Cooperativista dirigido por Jorge Prieto Laurens. En 1923 se unió al movimiento encabezado por Adolfo de la Huerta, sobre el que escribió el libro La Revolución sin cabeza. Estudió en el exilio, y al regresar al país participó en la campaña política del general Francisco R. Serrano. Murió en 1927 junto con éste en Huitzilac, Morelos.  